# Darlington, Maryland
Darlington är en så kallad census-designated place i Harford County i Maryland. Vid 2010 års folkräkning hade Darlington 409 invånare.